# متحف طولكرم الوطني
متحف طولكرم الوطني للآثار هو متحف مركزي للآثار في دولة فلسطين يتبع لوزارة السياحة والآثار الفلسطينية، يقع في مدينة طولكرم بالضفة الغربية في مبنىً تاريخيٍ شُيد عام 1908، ويُعد المتحف الرئيسي في شمال الضفة الغربية. يضم المتحف آثارًا من حقبٍ مختلفة، ويستقبل الوفود والسياح والزوار والطلبة من كافة المناطق والبلدان.

## التاريخ
يقع المتحف ضمن مبنى تاريخيٍ شُيد عام 1908 في عهد الدولة العثمانية، وقد استخدم المبنى في حينه كمقر "لدائرة البرق والبريد" لقضاء طولكرم العثماني. ومُنذ عام 1953 أصبح المبنى مقرًا للقائم مقام الأردني خلال تلك الفترة من عهد الإدارة الأردنية.
خلال سنوات الانتفاضة الفلسطينية الأولى أغلقت السُلطات الإسرائيلية المبنى وبقي مهجورًا، وفي عام 1994 جاءت السلطة الوطنية الفلسطينية واستملكت المبنى، وبدأت السلطة الفلسطينية في عام 1996 بأعمال ترميم المبنى وحولته إلى متحفٍ مركزيٍ للآثار.
خلال الاجتياح الإسرائيلي لمدينة طولكرم عام 2002 إبان الانتفاضة الفلسطينية الثانية فقد دمر وقصف الجيش الإسرائيلي أجزاءً من المتحف، ولكن لحسن حظ المتحف فقد كانت السلطة الفلسطينية قد نقلت القطع الأثرية من المتحف إلى مكانٍ آمنٍ آخر بصورة مؤقتة خشيةً من سرقتها وتدميرها من قبل إسرائيل.
في عام 2009 جرى تطوير وتأهيل المتحف بشكلٍ كامل.

## الموقع
يقع متحف طولكرم الوطني في وسط مدينة طولكرم القديمة ويقع في مقابله تمامًا مبنى السرايا العثمانية التاريخي.

## مقتنيات المتحف

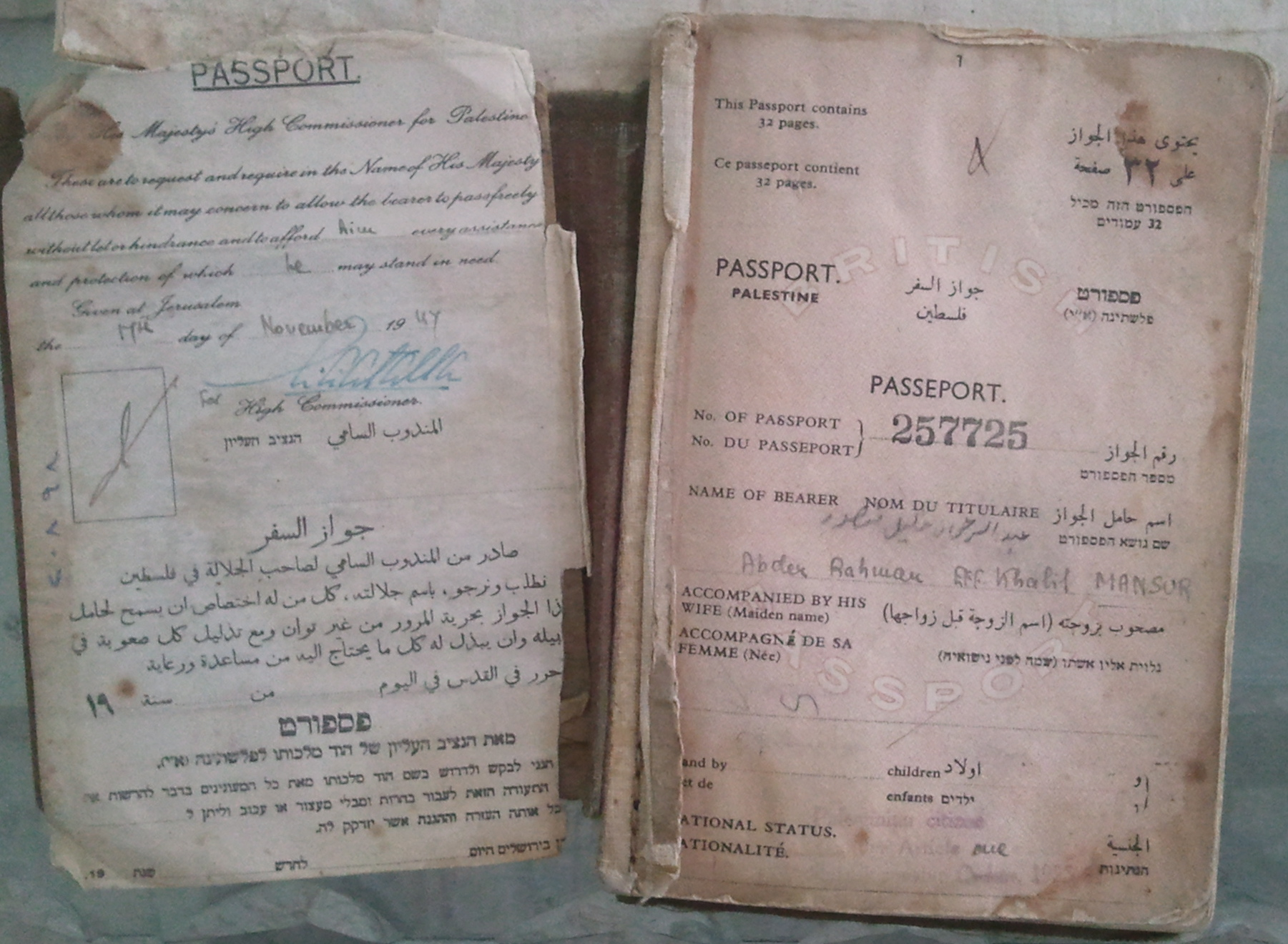
جواز سفر فلسطيني معروض في متحف طولكرم يعود للعام 1947 إبان عهد الانتداب البريطاني.

يضم متحف طولكرم الوطني عدة أقسام، ويحتوي المتحف المُقتنيات التالية:
- حوالي 750 قطعة أثرية يعود تاريخها من مختلف العصور الحجرية والبرونزية والحديدية مرورًا بالعصور الرومانية والبيزنطية والإسلامية وحتى عام 1948،[7][10] ومن ضمنها حوالي 200 سراج روماني وبيزنطي وفارسي.[11]

- وثائق تاريخية ومخطوطات.[6]

- مواد حجرية عرفت "بالستالاجيميت" أخذت من باطن الأرض على عمق بضعة أمتار، على غرار ما هو موجود بمغارة جعيتا في لبنان.[2][12]

- طائرة مروحية حربية إنجليزية كان قد أسقطها الثوار الفلسطينيون في طولكرم خلال الثورة الفلسطينية الكبرى التي اندلعت عام 1936.[6]

- قطع أثرية ذات حجم كبير معروضة في حديقة المتحف.[6]

- أقدم حصادة في فلسطين.[13][14]

## زيارات بارزة
يحظى المتحف بزياراتٍ لشخصياتٍ دولية ومحلية بارزة بشكلٍ دوريّ، وقد كان من هذه الزيارات:
- زيارة من رئيس أساقفة سبسطية للروم الأرثوذكس المطران عطا الله حنا، في فبراير 2012.[15]

- زيارة من ممثلة هولندا لدى فلسطين، في مايو 2012.[16]

- زيارة من ممثل جنوب إفريقيا لدى فلسطين، في يونيو 2012.[17][18]

- زيارة من ممثل الهند لدى فلسطين، في يوليو 2012.[19]

- زيارة من سفير فلسطين لدى السعودية جمال الشوبكي، في يوليو 2012.[20]

- زيارة من القنصل التركي العام في القدس، في مارس 2014.[21]

- زيارة من القنصل السويدي العام في القدس، في أبريل 2014.[22]

- زيارة من ممثل مصر لدى فلسطين، في مايو 2014.[23]

- زيارة من ممثل الاتحاد الأوروبي لدى فلسطين، في أغسطس 2024.[24]